# Goryphus cestus
Goryphus cestus là một loài tò vò trong họ Ichneumonidae.